# Teo Krüüner
Teo Krüüner (* 8. Juli 1943) ist ein ehemaliger estnischer Generalmajor und war von 1998 bis 2004 Befehlshaber der dortigen Luftstreitkräfte.

## Leben
Teo Krüüners Ausbildung zum Militärpiloten erfolgte in den 1960er Jahren an einer sowjetischen Fliegerschule, später sollten noch Aufbaustudiengänge in Dänemark und Norwegen folgen. Nach 25 Dienstjahren bei der Luftwaffe der Roten Armee, trat er im Jahr 1991 den im Aufbau befindlichen Luftstreitkräften seines Heimatlandes bei. Im Jahr 1996 wurde Krüüner zum  stellvertretender Befehlshaber der der estnischen Luftstreitkräfte ernannt. Zwei Jahre später stieg er zu deren Kommandeur auf, nachdem er die Position zuvor schon einmal vertretungsweise übernommen hatte. Am 24. Februar 2003 wurde er zum Brigadegeneral und am 20. Juli 2004 zum Generalmajor befördert. Vier Tage nach dieser letzten Beförderung wurde er aus seinem Amt verabschiedet und in den Ruhestand versetzt.